# ريتشارد أوكونور (لاعب كرة قدم)
ريتشارد أوكونور (بالإنجليزية: Richard O'Connor)‏ (30 أغسطس 1978 في المملكة المتحدة - ) هو لاعب كرة قدم بريطاني في مركز الهجوم. شارك مع منتخب أنغويلا لكرة القدم. أما مع النوادي، فقد لعب مع ميدنهد يونايتد ‏ ونادي ويمبلدون ونادي كينغستونيان وهامبتون أند ريتشموند بورو وكارشالتون أثلتيك وهورنتشورتش ونادي ليذرهيد.

## وصلات خارجية
- ريتشارد أوكونور على موقع الاتحاد الدولي (مؤرشف)  (الإنجليزية)
- ريتشارد أوكونور على موقع قاعدة بيانات كرة القدم.إي يو (الإنجليزية)
- ريتشارد أوكونور على موقع ناشيونال فوتبول تيمز (الإنجليزية)